# Список лётчиков-перебежчиков из Тайваня
Командующий ВВС Китая Чжан Тинфа (Zhang Tingfa), на церемонии принятия тайваньского лётчика-перебежчика в ряды ВВС Китая в 1949 году заявил, что уже 90 военнослужащих Тайваньских вооружённых сил бежали посредством самолёта в Китай. При этом перебежчики перегнали с собой в Китай 40 самолётов Тайваня.
- 1 июня 1963 года Сюй Тинцзэ (Tingze Xu), лётчик 43 эскадрильи ВВС Тайваня, перелетел в Китай на самолёте F-86F Sabre (F-86272, 52-4441). Сюй Тинцзэ взлетел с аэродрома г. Синьчжоу (Hsinchu) на Тайване и приземлился на аэродроме г. Лунъянь (Longtian) провинции Фуцзянь. Самолёт был выставлен в музее Китайской народной революции в Пекине.
- 26 мая 1969 года лётчики Воздушной Академии ВВС Тайваня, инструктор Ван Тяньмин (Wang Tianming) и курсант Чжу Цзинжун (Zhu Jingrong), перелетели в Китай на самолёте T-33 борт №3024 (52-9971). Этот самолёт был выставлен в Музее Китайской Народной Революции.
- 8 августа 1981 года, летчик-инструктор ВВС Тайваня, майор Хуан Чжичэн (Huang Zhicheng), перелетел на F-5F борт №5361 (70-343) с Тайваня в Китай. Находившийся в задней кабине курсант Ксию Линь (Xuqiu Lin) понял, что инструктор летит в сторону материкового Китая и катапультировался. Самолёт совершил успешную посадку на аэродроме Фуджоу и был выставлен в Музее Китайской Народной Революции в Пекине. Хуан был принят на службу в Военно-воздушные силы Китайской Народной Республики в чине подполковника.
- 5 октября 1981 года Хуан Чжичэна принял руководитель Китая Дэн Сяопин. Хуан Чжичэн был награждён суммой, эквивалентной 433 тыс. долларов (около 800 тыс. долл. по сегодняшнему курсу) и назначен на должность заместителя начальника авиационной академии. До этого, он в течение двух месяцев путешествовал по Китаю, проводя встречи с общественностью в различных городах Китая. Позднее Хуан Чжичэн женился на гражданке КНР[источник не указан 2764 дня].
- 24 апреля 1983 года тайваньский лётчик Ли Давэй (Li Dawei) перелетел на самолёте-корректировщике артиллерийского огня U-6A Beaver борт №8018 (54-1725) в прибрежную китайскую провинцию Фуцзянь. Ли Давэй был назначен на должность заместителя руководителя лётной школы ВВС.
- 3 мая 1986 года подполковник запаса Ван Сицюань (Wang Hsi-chuen), 56 лет, работавший пилотом Boeing 747-2B0F тайваньских национальных авиалиний, будучи капитаном грузового самолёта, следовавшего по маршруту «Бангкок—Гонконг—Тайбэй» угнал своё воздушное судно в КНР, приземлившись в Кантонском аэропорту[англ.]. До увольнения в запас в 1967 году имел большой лётный стаж в пилотировании американских самолётов-разведчиков U-2, на которых он совершил немалое количество самолётовылетов в 1950-е — 1960-е гг. для съёмки стратегических объектов в материковом Китае, был кавалером высших национальных наград, за свои прежние заслуги был отмечен лично генералиссимусом Чан Кайши. Свой побег он объяснил желанием воссоединиться со своим 82-летним отцом, проживавшим в провинции Сычуань. Аналитики объяснили бегство тем, что грузовые транзитные рейсы считаются непрестижными среди пилотов указанных авиалиний, в отличие от пассажирских рейсов. Самолёт через неделю был возвращён Тайваню[2].